# Sauvagesia elata
Sauvagesia elata là một loài thực vật có hoa trong họ Ochnaceae. Loài này được Benth. miêu tả khoa học đầu tiên năm 1841.